# Привокзальне (село)
Привокза́льне —  село в Україні,  у Попівській сільській громаді Конотопського району Сумської області. Населення становить 635 осіб. До 2020 орган місцевого самоврядування — Шаповалівська сільська рада.

## Географія
Село Привокзальне розташоване на лівому березі річки Липка, яка за 4 км впадає в річку Єзуч, нижче за течією примикає місто Конотоп, вище за течією на відстані 1 км на протилежному березі розташоване село Підлипне.
Крізь село пролягає автомобільний шлях Р60.

## Історія
- Село постраждало внаслідок геноциду українського народу, проведеного радянським урядом СРСР у 1923—1933 та 1946—1947 роках.

## Населення

### Мова
Розподіл населення за рідною мовою за даними :
| Мова       | Кількість | Відсоток |
| ---------- | --------- | -------- |
| українська | 621       | 97.8%    |
| російська  | 14        | 2.2%     |
| Усього     | 635       | 100%     |

## Персоналії

### Поховані
- Гриценко Олег Миколайович — український військовик, учасник російсько-української війни[2].

### Уродженці
- Калінський Едуард Миколайович (1975—2023) — старший лейтенант Збройних сил України, учасник російсько-української війни.